# Юліян Бартошевич
Юліян Бартошевич (пол. Julian Bartoszewicz ; 17 січня 1821, Біла Підляська, Царства Польського, Російської імперії — 5 листопада 1870, Варшава) — польський історик літератури і педагог.

## Життєпис
З 1839 Юліян Бартошевич був стипендіатом Царства Польського, навчаючись на історико-філологічному факультеті Санкт-Петербурзького університету.
Після його закінчення з 1842 по 1863 працював учителем гімназій, спершу у Варшаві (де одночасно займав посаду головного бібліотекаря Публічної Варшавської бібліотеки), а в 1847 був переведений на вчителювання до провінції. Причиною цього послужила надрукована в «Бібліотеці Варшави» стаття про Олену Московську, доньку Івана III, дружину польського короля Олександра Ягеллончика. Стаття була визнана цензурою такою, що негативно зачіпає російські національні інтереси, весь тираж «Бібліотеки Варшави» був конфіскований і знищений.
З 1863 призначений куратором Головної польської бібліотеки. Співпрацював з нелегальним виданням «Dzwon Duchowy» (1863).
У 1863–1866 — викладач історії Польщі в чоловічій гімназії Варшави. Серед його учнів був майбутній письменник Генрик Сенкевич.
На початку 1868 Юліян Бартошевич був звільнений з державної служби на пенсію.
Його син Казимир (нар. 1852) також став літератором; він залишив після себе деякі праці з історії літератури і видав всі твори свого батька. Також Казимир Бартошевич був редактором кількох газет, зокрема «Kurjer Krakowski».

## Наукова діяльність
Бартошевич вважав, що головним завданням історика є збір історичних даних, що він і робив все своє життя.
На основі зібраних ним історичних джерел, опублікував у «Загальній енциклопедії» Самуеля Оргельбранда 1291 статтю.
Займався дослідженням польського середньовіччя, пізніше історією XVIII століття. Розміщував свої наукові статті та публікації в: «Бібліотеці Варшави», «Niezabudce», «Księdze Świata», «Przeglądzie Naukowym» і «Tygodniku Ilustrowanym».

## Вибрані роботи
- Arcybiskupi gnieźnieńscy i prymasi, 1858–1865 ;
- Hetmani polni koronni i Wielkiego Księstwa Litewskiego, 1860–1865 ;
- Kościoły warszawskie rzymskokatolickie opisane pod względem historycznym, 1855;
- Królewicze biskupi. Żywoty czterech kapłanów, 1851;
- Nowa epoka literatury historycznej polskiej;
- O pomysłach historycznych Augusta Bielowskiego, 1852;
- Panowie niemieccy na dworze Stanisława Augusta. Wizerunki osób historycznych, 1852;
- Poglądy na stosunki Polski z Turcją i Tatarami, 1860;
- Zamek Bialski (dzieje miasteczka, obrazy z życia magnatów, Akademia Bialska);
- Znakomici mężowie polscy w wieku XVIII. Wizerunki historyczne, T. 1-3, 1856;
- Pamiętniki Krzysztofa Zawiszy, Wojewody Mińskiego, 1862
- Szkic dziejów Kościoła ruskiego w Polsce, 1880
- Nowa epoka literatury historycznej polskiej та ін.

Велика частина його робіт присвячена біографічним дослідженням.